# Challenge des champions 1960
La Supercoppa di Francia 1960 (ufficialmente Challenge des champions 1960) è stata la sesta edizione della Supercoppa di Francia.
Si è svolta il 1º giugno 1960 allo Stadio Malakoff di Nantes tra lo Stade Reims, vincitore della Division 1 1959-1960, e il Monaco, vincitore della Coppa di Francia 1959-1960.
A conquistare il titolo è stato lo Stade Reims che ha vinto per 6-2 con reti di Roger Piantoni, Lucien Muller e Robert Siatka, tutti autori di una doppietta.

## Partecipanti
| Squadre     | Qualificazione                             | Partecipazioni precedenti (il grassetto indica la vittoria) |
| ----------- | ------------------------------------------ | ----------------------------------------------------------- |
| Stade Reims | Vincitore della Division 1 1959-1960       | 2 (1955, 1958)                                              |
| Monaco      | Vincitore della Coppa di Francia 1959-1960 | Nessuna                                                     |

## Tabellino
| Arbitro: | Bois |

|                                                             |           |                  |
| Piantoni 9’ 55’ Muller 37’ (rig.) 82’ (rig.) Siatka 43’ 68’ | Marcatori | 77’ 87’ Djibrill |

### Formazioni
| Stade Reims:   |                       |
|                |                       |
| P              | Dominique Colonna     |
| D              | Jean Wendling         |
| D              | Robert Jonquet        |
| D              | Bruno Rodzik          |
| C              | Robert Siatka         |
| C              | Lucien Muller         |
| C              | Michel Leblond        |
| A              | Roger Piantoni        |
| A              | Raymond Kopa          |
| A              | Dominique Rustichelli |
| A              | Jean Vincent          |
| Allenatore:    |                       |
| Albert Batteux |                       |

| Monaco:      |                  |
|              |                  |
| P            | Enrico Alberto   |
| D            | Raymond Kaelbel  |
| D            | Marcel Nowak     |
| D            | Georges Thomas   |
| C            | Henri Biancheri  |
| C            | Michel Hidalgo   |
| A            | Karimou Djibrill |
| A            | Bert Carlier     |
| A            | Lucien Cossou    |
| A            | André Hess       |
| ?            | ?                |
| Allenatore:  |                  |
| Lucien Leduc |                  |